# Myrmechila
Myrmechila é um género botânico pertencente à família das orquídeas (Orchidaceae).